# Чан Сон Тхек
Чан Сон Тхек (кор. 장성택, лат. транскр. Chang Sung-taek; 2 лютого 1946, Канвондо — 12 грудня 2013, Пхеньян) — північнокорейський військовий та політичний діяч, дядько Кім Чен Ина, чоловік Кім Ген Хі. У вересні 2008 року призначений на ключову в партійній ієрархії посаду завідувача організаційного відділу ЦК Трудової партії Кореї. У грудні 2013 року знятий з усіх партійних та державних постів та заарештований.
За повідомленням державного інформаційного агентства ЦТАК, 12 грудня 2013 року Чан Сон Тхек був страчений невдовзі після військового суду.

## Життєпис
З 1965 року навчався на факультеті політекономії Університету імені Кім Ір Сена. У 1966 році вступив до Вищої партійної школи імені Кім Ір Сена. Також навчався в Московському державному університеті в 1969—1972 роках. Після повернення з СРСР одружився з Кім Ген Хі, молодшою сестрою Кім Чен Іра. Обіймав посаду заступника начальника організаційного відділу ЦК ТПК. Журналістами Західної Європи та США нерідко розглядався як потенційний наступник Кім Чен Іра. Однак 25 листопада 2004 року на слуханнях у парламенті Південної Кореї було оголошено, що Чан Сон Тхек піддався чистці і був звільнений з посади.
Знову з'явився на публіці в березні 2006 року, супроводжуючи Кім Чен Іра в офіційній поїздці до КНР. У жовтні 2007 року Корейське центральне інформаційне агентство підтвердило, що його було призначено на посаду секретаря ЦК Трудової партії Кореї, відповідального за діяльність органів внутрішніх справ та безпеки. Чан Сон Тхек був присутній на обіді з президентом Південної Кореї Но Му Хьоном під час візиту останнього до Пхеньяну в 2007 році. З листопада (грудня) 2008 року — завідувач орговідділу ЦК ТПК. З 2009 року — член, а з 2010 року — заступник голови Державного комітету оборони КНДР.
Рішенням ІІІ конференції ТПК 28 вересня 2010 року обрано кандидатом у члени політбюро Центрального комітету ТПК, а його дружину обрано членом політбюро.
Рішенням IV конференції ТПК 11 квітня 2012 року обрано членом політбюро ЦК ТПК, а його дружина обрана секретарем ЦК.
Курував службу безпеки, діяльність в'язниць та трудових таборів КНДР.
8 грудня 2013 року постановою розширеного засідання політбюро ЦК ТПК було знято з посад заступника голови Державного комітету оборони КНДР та завідувача оргвідділу ЦК ТПК за корупційні злочини, вживання наркотиків, непристойні стосунки з жінками, захоплення азартними іграми та заарештований. ЦТАК опублікувало фотографію арешту Чан Сон Тхека, що відбувся, ймовірно, після засідання політбюро ЦК ТПК 8 грудня 2013 року.

## Страта
12 грудня 2013 року відбулося засідання спеціального військового трибуналу, який обвинуватив Чан Сон Тхека у спробі державного перевороту та засудив його до страти, того ж дня вирок був виконаний. Пізніше з'явилися помилкові дані про те, що страта Чан Сон Тхека була здійснена шляхом розтерзання собаками. Згодом виявилося, що інформація про цькування собаками — жарт, запущений одним китайським коміком.

## Родина
- Брат — Чан Сон У (кор. 장성우) (1933—2009). Віце-маршал, командувач 3-м корпусом КНА та був кандидатом у члени Політбюро ЦК ТПК. Південнокорейськими ЗМІ називався організатором невдалого замаху на президента Чон Ду Хвана, під час його візиту 1983 року до Бірми.
- Брат — Чан Сон Гіль (кор. 장성길) (? — 2006). Генерал-лейтенант.
- Дружина — Кім Ген Хі (нар. 1946). Молодша сестра Кім Чен Іра, Секретар ЦК та завідувачка відділу легкої промисловості ЦК Трудової партії Кореї. В 2004 році проходила в Парижі лікування від алкоголізму[27].
- Донька — Чан Гим Сон (кор. 장금송) (1977—2006). Працювала в орговідділі ЦК ТПК. Навчалася в Парижі, відмовилася повернутися до Пхеньяна і потім здійснила самогубство у вересні 2006 року через те, що батьки перешкодили її стосункам з молодим чоловіком[28].

Наприкінці січня 2014 року в ЗМІ поширилася інформація, що вся родина Чан Сон Тхека, а саме: старша сестра Чан Ге Сун із чоловіком, колишнім послом КНДР на Кубі Чон Ен Чжином, племінник, колишній посол КНДР у Малайзії Чан Ен Чхоль із синами Реном і Те Уном, діти сестер, включаючи малолітніх онуків, також було страчено у грудні 2013 року в Пхеньяні. Дружину Чан Ен Чхоля примусили розірвати шлюб з чоловіком та відправили разом із сім'єю до табору у віддаленому районі КНДР. Доля вдови Чан Сон Тхека — Кім Ген Хі — продовжує залишатися невідомою. При цьому наголошується, що достовірність відомостей про розстріл сім'ї Чан Сон Тхека, які поширюються із Південної Кореї, перевірити складно. Посол КНДР у Великій Британії Хен Хак Пон повідомив, що йому нічого не відомо про страту родичів Чан Сон Тхека, назвав подібну інформацію ворожою пропагандою, яка не заслуговує на коментарі.

## Нагороди
Указом Президії Верховного народного зібрання від 9 лютого 2012 року був нагороджений разом з іншими офіційними особами Орденом Кім Чен Іра. Пізніше позбавлений нагороди.